# 울산 김씨
울산 김씨(蔚山金氏)는 울산을 본관으로 하는 한국의 성씨이다.
시조 김덕지는 신라 경순왕 김부(金傅)의 왕자로 학성 일대를 식읍으로 받고 학성부원군에 봉작되어 울산 김씨의 시조가 되었다. 학성은 울산의 별호이다.

## 역사
사기에 의하면 시조 김덕지는 935년(경순왕 9) 10월 경순왕이 고려 태조에게 신라의 천년 사직을 양위하려 하자 이를 극력 반대 하였으나 뜻을 이루지 못하자, 처자를 버리고 형 태자와 함께 개골산(皆骨山. 금강산의 겨울산)에 들어갔다고 한다.
일설에는 화엄종에 귀의하여 승려가 되어 법수사와 해인사에 드나들며 도(道)를 닦으며 망국(亡國)의 한(恨)을 달랬는데 승명이 범공(梵空)이라 한다.
14세 김환(金環)이 고려조에 출사하여 충숙왕때 삼중대광 광록대부 영도첨의사에 이르고 문숙의 시호를 하사 받고 학성군에 봉해져 후손들이 김환을 중시조로 삼고 학성의 개칭인 울산을 본관으로 하여 세계를 이어오고 있다.
17세 김온(金穩)은 조선 태조를 도와 개국원종공신에 녹훈되고 흥려군에 봉해졌으며 양주 목사로 재임하다 1413년(태종 13) 졸하였다. 배위 정부인 여흥 민씨는 한성판윤 민량(閔亮)의 딸로 조선 태종의 정비 원경왕후와 사촌간인데, 태종이 왕권을 강화하기 위해 외척 세력을 제거할 때 친가가 화를 입자 가솔들을 데리고 전라도 장성현 대맥동으로 낙담하면서부터 장성을 새 본거지로 삼아 가문이 융성하였다.
이후 가문의 대세는 산림에서 명리를 멀리하고 오로지 학문과 존심양성에 주력하였다. 그러면서도 나라가 어려운 고비에 처하면 분기하여 의를 지키고 충절을 다하였으니, 단종의 참변 · 임진왜란 · 병자호란 · 한말의 국난에 의인 열사가 무리지어 나왔다.
그러는 중에도 경세에 뜻하여 문 · 무과 급제자 및 음사 ·  은일로 출사한 인사도 다수 나왔다. 특이할 일은 장성에 터를 잡은 지 5대에 문묘 종향의 대현이 나왔으니 바로 문정공 하서 김인후이다. 그리하여 예로부터 호남 지방에서는 하서 김인후의 집안을 명족으로 꼽으며, 『울김』이라 부른다.

## 본관
울산은 경상남도 동해안에 위치한 고장으로 신라 때는 굴아화촌이다. 901년 효공왕때 한 쌍의 학이 금으로 된 신상을 물고 계변성 신두산에서 울어 고을 사람들이 신기하게 여겨 신학성이라 불렀다. 고려 태조때 고을 사람 호족 박윤웅이 공을 세워 동진과 우풍의 두 고을을 합쳐 흥려부로 승격되었다가, 995년(성종 14) 행정구역 개편 때 공화현으로 강등되고 별호로 「학성」이라 하였다. 1018년(현종 9) 공화현·헌양현·기장현·동래현을 합쳐 울주로 개칭하고 방어사를 두었다.
1413년(태종 13) 울산군으로 개칭하고 1598년(선조 31) 도호부로 승격되었다. 1895년 울산군으로 개편되고, 1962년 울산시로 통합되었다가 1997년 울산광역시로 승격되었다.

## 인물

### 고려
- 김환(金環) : 삼중대광 광록대부, 학성군, 영도첨의사, 시호 문숙, 충숙왕 때  전택을 특사함, 종묘에 배향. 배위 남양 홍씨는 문하시중 홍승찬의 딸[3]
- 김계흥(金季興) : 봉익대부 판도판서. 또는 자헌대부 진현관대제학, 학성군
- 김황(金貺) : 봉상대부 전공총랑, 배위 경주 김씨는 계림부원군 강의공 김득겸의 딸

### 조선
- 김온(金穩) : 호 학천. 문과, 이조좌랑･단양군사･함안군사･밀양부사･양주목사 역임, 개국원종공신에 녹훈되고 흥려군에 봉해짐, 조선 개국원종공신으로 불천위[4]를 모시며, 장성군 진원면 학림사 향사
- 정부인 여흥 민씨 : 아호 하소부인(荷沼夫人). 한성판윤 민량(閔亮)의 딸, 조선 태종의 정비인 원경왕후의 사촌언니, 조선 태종의 왕권강화 정쟁 때 외척 세력으로 친가인 민무구· 민무질 형제 등이 피화를 당하자[5] 멸문지화를 피하여 가솔들을 데리고 호남 땅 장성 맥동으로 낙담, 이후 장성이 울산 김씨의 세거지가 됨. 우리나라 여류 3현으로 일컬어짐, 풍수이론서 《하소결》이 전함

#### 장파
- 김달근(金達根) : 흥려군의 장자. 장파조, 수의부위 좌군 부사정, 세종대왕 내·외족 육촌계원. 후손들 경남 함안 일원 거주
- 김율(金律) : 문과, 성균관사예, 두군 수령 등 역임.
- 김신덕(金愼德) : 호 손암. 송화현감, 청암 찰방, 단종 절신, 《손암유고》, 장릉지 행적, 장성군 중평리 회계사 향사
- 김성길(金成吉) : 호 맥로. 승사랑, 진원훈도, 《맥로집》. 배위 연안 김씨 임진왜란 때 투수입절
- 김대명(金大鳴) : 호 백암. 문과, 예조정랑, 사천･괴산･풍기･봉산군수, 임진왜란 거의, 진주 대각서원 향사
- 김천록(金天祿) : 여주판관, 임진왜란 2차 진주성 순절, 선무원종공신
- 김명겸(金命兼) : 호 삼함재. 겸재 하홍도 문인, 종천서원 향사, 《삼함재집》

#### 중파
- 김달원(金達源) : 흥려군의 차자. 중파조, 충좌위 중령사정, 세종대왕 내·외족 육촌계원. 후손들 전남 장성 황룡 일원 거주
- 김의강(金義剛) : 사온서 직장
- 김환(金丸) : 연산군 때 단상법이 엄했는데 삼년 복상함, 행의가 있음, 금구훈도
- 김령(金齡) : 행의가 있음, 의릉참봉
- 김인후(金麟厚) : 호 하서･담재. 문과, 세칭 하서선생,  사가독서, 홍문관 부수찬, 기묘사화 제현의 신원 복원 최초 개진, 을사사화 때 고향 장성으로 낙향 성리학 연구에 매진, 16세기 조선 성리학계를 이끈 대표적 이론으로 자리 잡음, 10여 권의 시문집과 1,600여수의 시를 남김, 저서 《하서집》·《주역관상편》·《서명사천도》·《백련초해》 등,  증영의정, 시호 문정, 장성 필암서원 주향, 문묘 종사
- 김종호(金從虎) : 자 계의, 호 백화당. 남부･선릉참봉, 자여찰방, 시인
- 김남중(金南重) : 호 취옹. 광국원종공신, 선교랑, 장성 회계사 향사
- 의인 행주 기씨 : 취옹 김남중의 부인. 고봉 기대승의 딸, 정유재란 때 왜놈들에게 팔을 잡히자 잘라 버리고 강물에 투수 입절, 잘린 팔을 거둬 원당 선산에 장사지냄(일비장), 열녀 정려
- 김형지(金亨祉) : 호 맥촌. 우암 송시열･현석 박세채･문곡 김수항등 여러 선비들과 교유, 선조 하서 김인후의 천양 사업에 매진, 《맥촌유적》, 증호조좌랑
- 김명하(金鳴夏) : 호 간옹. 세칭 화산처사, 《화산유적》, 장성 연호사 향사
- 김기하(金器夏) : 호 각재. 세칭 각재선생, 어려서부터 학문에 정진, 유학 뿐 아니라 역사·의학·지리·천문 등에도 두루 능통, 우암 송시열의 문인, 문곡 김수항의 자제들인 농암 김창협·삼연 김창흡 등과 깊이 사귐, 선조 하서 김인후의 학문 연구와 업적 정리, 「무각재 무하서(无覺齋 无河西)」라 함, 스승 송시열이 정읍에서 사사되자 인근 선비들을 모아 장례를 주관하고 서원을 세움, 학행으로 후릉참봉 천수, 증승정원 좌승지, 《각재유고》, 장성군 서삼면 연호사 향사
- 김시서(金時瑞) : 호 자연당. 송시열의 문인, 학행으로 경양도 찰방 천수, 순창 쌍치에 은거하며 하서 김인후의 강학 공간 훈몽재 수축하고, 초당 자연당(自然堂)을 지어 하서의 유업을 계승, 《자연당유고》, 순창 어암서원 향사
- 김희서(金羲瑞) : 호 환암. 삼연 김창흡 문인, 학문이 독실하고 효도가 후순 지행하며 향리의 화목 도모, 그 명성이 전국 방방곡곡에 알려짐, 《격물치지설》과 《향약》에 관한 글 저술, 《환암유고》, 장성군 진원면 학림사 향사
- 김우서(金禹瑞) : 학문과 행실이 돈독하고 형제간에 우애가 깊었음, 증호조참판, 《참판공유고》
- 김택현(金宅賢) : 호 환우당. 신임사화 때 어진 사람들을 모함하여 죄에 빠뜨린 자들을 처벌하라고 호남 유생 수백명을 이끌고 상소함
- 김경시(金敬時) : 자 성수, 경전자사 통달, 의학·복서까지 절차탁마, 산림처사, 증공조참판
- 김수조(金壽祖) : 호 맥호, 미호 김원행 문인, 도천으로 관직 진출, 사헌부장령, 《맥호일고》
- 김익휴(金益休) : 호 청수루. 미호 김원행 문인, 휘릉참봉, 장성 중평리 회계사 향사
- 김우휴(金羽休) : 문과, 사헌부지평, 홍문관교리, 승정원동부승지
- 김녹휴(金祿休) : 호 신호. 조선 후기 유학자, 노사 기정진 문하생, 선공감 가감역, 학문과 후학 양성에 힘씀,《신호집》, 장성 고산서원 향사
- 김익중(金翼中) : 호 녹동. 한말 의병장, 정미순절, 전북 진안군 이산묘 향사, 건국포장, 애국장
- 김동수(金東洙) : 일명 동주(東柱). 호 무여재, 문과, 사헌부지평, 홍문관시독
- 김기중(金祺中) : 호 원파. 진사, 용담･동복군수, 김경중과 육영사업, 보성전문학교 및 중앙학교 인수
- 김노수(金魯洙) : 호 경암. 일제강점기 한학자·역사학자, 연재 송병선 문인, 《경암집》

#### 계파
- 김달지(金達枝) : 흥려군의 삼자. 계파조, 성균진사, 수의부위 우군 부사정, 세종대왕 내·외족 육촌계원. 후손들 전남 장성 진원 일원 거주
- 김처리(金處离) : 호 도암･남강. 성균생원, 장례원사평, 단종 절신, 장성 회계사 향사
- 김걸(金傑) : 성균진사, 건원릉참봉, 장례원판결사, 증호조참판 겸 동지의금부사
- 김응두(金應斗) : 호 서수헌. 문과, 홍문관교리, 부응교, 고부군수, 밀양 순천부사, 광주목사, 장성 학림사 향사
- 김백균(金百鈞) : 문과, 홍문관직제학 부제학, 대사간, 평안감사
- 김경수(金景壽) : 호 오천. 건원릉참봉, 내첨시참봉, 예조좌랑, 임진왜란 때 장성 남문창의[6], 난이 평정될 때까지 7년간 3차에 걸쳐 기병 항전, 군자감정, 동지중추부사, 동지의금부사 등에 제수. 《오천집》, 장성 회계사･오산사 양사 향사
- 김신남(金信男) : 호 오암. 판관, 임진왜란 의병, 용인 운봉 전투 등에서 공을 세움, 선무원종공신, 장성 오산사 향사
- 김극후(金克厚) : 참봉, 임진왜란 진주성 순국
- 김극순(金克純) : 승사랑, 교관, 임진왜란 거병 진주성 순국. 배위 하동 정씨 투수 입절
- 김진호(金鎭祜) : 호 금초. 문과, 사간원사간, 홍문관교리, 《금초집》

### 근·현대
- 김성수(金性洙) : 호 인촌, 근·현대 사업가·언론인·교육자·정치가, 고려대학교와 경성방직, 동아일보 창설자, 대한민국 제2대 부통령, 근대사의 거목
- 김병로(金炳魯) : 호 가인, 일제강점기 인권변호사, 대한민국 초대 대법원장, 영원한 법조인의 사표
- 김연수(金䄵洙) : 호 수당, 삼양사 그룹 창설자, 한국경제협의회 초대회장
- 김상만(金相万) :  호 일민, 동아일보 회장, 국제신문발행인협회(FIEJ) 자유의 금펜상 수상, 국민훈장 무궁화장, 한국 언론계 대표
- 김상홍(金相鴻) : 삼양그룹 회장, 전국경제인연합회 부회장
- 김태규(金兌奎) : 대한민국의 법학자, 전남대 법대 교수, 제9대 국회의원
- 김녹영(金祿永) : 호 백우, 대한민국 제8･9･10･12회 국회의원, 12대 국회부의장, 김대중 전 대통령과 함께 반독재 투쟁에 힘씀
- 김상협(金相浹) : 호 남재, 정치학자, 고려대학교 총장, 대한민국 국무총리, 한국 지성의 거목
- 김병관(金炳琯) : 호 일민, 동아일보 회장, 민족 전통문화예술에 기여
- 김종인(金鍾仁) : 전 청와대 경제수석, 경제민주화 제창자[7][8], 11·12·14·17·20대 비례대표 국회의원(5선), 새누리당 국민행복추진위원회 위원장, 더불어민주당 비상대책위원회 대표, 국민의 힘 비상대책위원장
- 김병철(金炳哲) : 서울대학교 졸업, 전 고려대학교 총장
- 김재진(金載軫) : 서울대학교 의과대학 졸업, 연세대학교 의과대학 정신과학교실 교수, 강남세브란스병원 부원장
- 김재호(金載昊) : 동아일보·채널 A 대표이사
- 김재열(金載烈) : 기업인, 제일기획 스포츠사업총괄 사장, 대한빙상경기연맹 회장, 이건희 삼성그룹 회장의 둘째사위

## 과거 급제자
조선시대 문과 급제자 12명, 무과 급제자 4명, 음관 13명, 사마시 급제자 45명을 배출했다.

### 문과
김응두, 김인후, 김백균, 김대명, 김종진, 김우휴, 김진호, 김동주, 김흥수, 김상호, 김헌수, 김상희

### 무과
김해룡, 김흥국, 김경택, 김형택

### 음관
김기하, 김시서, 김장환, 김경휴, 김도환, 김우휴, 김영수, 김경휴, 김칠환, 김도환, 김봉휴, 김종휴, 김정환

### 생원시
김준, 김응두, 김규, 김대명, 김진추, 김극진, 김의휴, 김시화, 김기휴, 김방유, 김응휴, 김경휴, 김기환, 김요언, 김연환, 김요익, 김흥환, 김봉수, 김영환

### 진사시
김국노, 김인후, 김백균, 김홍균, 김석형, 김진휘, 김시서, 김곡, 김경집, 김익휴, 김문재, 김이조, 김방묵, 김방규, 김도환, 김종휴, 김만현, 김봉휴, 김상환, 김학수, 김기중, 김용중, 김헌수, 김학규, 김건중(金建中), 김용기

## 항렬자
| 28세     | 29세            | 30세                 | 31세     | 32세              | 33세                 | 34세                     | 35세                       | 36세                 | 37세                   | 38세                 | 39세                   | 40세   | 41세     | 42세   | 43세     | 44세   | 45세     | 46세   | 47세     | 48세   |
| -------- | --------------- | -------------------- | -------- | ----------------- | -------------------- | ------------------------ | -------------------------- | -------------------- | ---------------------- | -------------------- | ---------------------- | ------ | -------- | ------ | -------- | ------ | -------- | ------ | -------- | ------ |
| 口현(賢) | 口조(祖) 경(敬) | 방(邦) 지(志) 문(文) | 口휴(休) | 口환(煥) 口경(景) | 요(堯) 규(圭) 기(基) | 口중(中) 口기(基) 종(鍾) | 口수(洙) 口주(柱) 口영(永) | 상(相) 용(容) 동(東) | 병(炳) 형(炯) 口규(奎) | 재(載) 재(在) 진(鎭) | 口구(九) 종(鐘) 종(鍾) | 치(治) | 口래(來) | 광(光) | 口표(杓) | 연(鍊) | 口홍(洪) | 병(秉) | 口희(熙) | 노(老) |

## 같이 보기
- 경순왕
- 김덕지
- 김인후
- 동방 18현
- 장성 필암서원
- 김성수
- 김병로
- 김상협

## 집성촌
- 전라남도 장성군 황룡면 일원
- 전라남도 장성군 서삼면 장산리
- 전라남도 장성군 서삼면 금계리
- 전라남도 장성군 북하면 덕재리
- 전라남도 장성군 북하면 중평리
- 전라남도 장성군 북일면 성산리
- 전라남도 장성군 북이면 신평리
- 전라남도 장성군 진원면 산동리
- 전북특별자치도 고창군 부안면 봉암리
- 전북특별자치도 순창군 복흥면 하리
- 울산광역시 울주군 강동면 정자리
- 함경남도 문천군 천내리